# Elán
Elán Sara DeFan (Tlaquepaque, 1 de marzo de 1983), más conocida como Elán, es una cantante, compositora y celebridad de internet mexicana.
Tuvo un éxito notable con álbumes como Street Child y London Express a mediados de la década de los 2000. A la fecha ha lanzado 12 álbumes de estudio, en su mayoría en inglés, y posteriormente a finales de la década de 2010 en redes sociales.
Es hermana del productor y músico mexicano Jan Carlo, con quien, junto con otro de sus hermanos y un músico amigo fundaron la banda ELAN. La artista ha declarado que entre sus principales influencias se destacan Bob Dylan, Marco Antonio Solís y Thalía.
Elán es principalmente conocida por sus contenidos digitales de consejos y respuestas a preguntas de todo tipo, a través de las redes MySpace, Hi5, TikTok y YouTube (a través de su canal Deliciosolandia), donde usa el seudónimo de Shy Porter, después de haberse mudado a Canadá donde tuvo a su hijo Tomás Miguel, junto con el cual ha mantenido su vida privada.

## Biografía
Elán Sara DeFan nació en Tlaquepaque (Jalisco), México, el 1 de marzo de 1983, siendo sus padres originarios de Guadalajara.

### 2003-2006
Richard Sweret (Vicepresidente de A&R, BMG International) invitó a Elán y Jan Carlo (hermano de Elán) a reunirse con Antonio. Después de un show privado donde Elán interpretó “Perfect Life”, Reid le ofreció un contrato de grabación. Josh Sarubin se convierte en su tercer representante.
Durante el contrato con Arista Records las sesiones de grabación nunca concluyen por lo que la disquera decide separarse de Elán. Poco después ella y su hermano comienzan a rescatar el álbum de las numerosas sesiones que habían grabado y eventualmente se unen con el ingeniero , con el que mezclan el álbum durante nueve meses.

#### Street Child (2003-2004)
El 13 de junio de 2003, el primer sencillo de Elán “Midnight” es lanzado en México bajo su propio sello, Silverlight Records. Su primer sencillo llegó a alcanzar el lugar #1 en algunas listas en lugares como Tlaquepaque, Villa Coapa, Poza Rica y Coacalco. Midnight llegó al puesto número 12 del “Pepsi Chart”. En MTVLA alcanza el Top 10, y se consolida como el #72 dentro del Top 100 de MTVLA en 2003. Su sencillo alcanza un éxito sorpresivo en El Salvador, donde se convierte en la segunda canción más pedida en su primera semana (solo detrás de Vicente Fernández), su sencillo alcanzó el número 28 en las listas de ARIA y alcanzando el Top 10 en varios foros de las radios del país.
Durante este periodo, Elán apareció en varios shows y eventos especiales, como los “Premios Oye” y el “XV aniversario de la revista Eres”. Su “Street Child Tour” la llevó a presentarse con su banda en San Luis Potosí, Guadalajara, Monterrey, Ciudad de México, Cuernavaca y Torreón; el tour fue patrocinado por la Escuela de música G. Martell. También se presentó en el preshow de los “MTV Video Music Awards Latin America” en Miami (2003). En El Salvador, Elán se presentó en “El Panal”, “TeleHit El Salvador” y “Canal V” por nombrar algunos; también realizó dos shows exclusivos en San José y Tegucigalpa.

#### London Express (2005–2006)
Elán y su banda tomaron un descanso antes de volver al estudio para grabar lo que sería su segundo álbum. Durante la grabación de este disco, la alineación de la banda consistía en Miguel Bitar (batería), Jonathan Fraulin (guitarra rítmica) y Juan Carlos (guitarra), mientras que Elán estaba a cargo del piano y los teclados.
El álbum "London Express", contiene trece tracks y según palabras de la artista encuentra sus raíces en la música de Los Yonics. “Be Free” fue el primer sencillo de “London Express”, el video de este sencillo fue dirigido por Chris Roth. “This Fools Life” fue el segundo sencillo de este disco. Y finalmente un tercer sencillo titulado “Whatever it takes” le siguió al segundo sencillo.

### What Can Be Done At This Point (2007)
El 8 de mayo de 2007, Elán lanzó su álbum llamado "What Can Be Done At This Point", que consistió en 10 canciones y que incluye el sencillo también titulado "What Can Be Done At This Point" () que ofrece un tributo póstumo a los pasajeros y tripulantes del Titanic. El primer sencillo de este nuevo álbum se tituló "Don't Want You In", el video fue dirigido por Guliver Parascandolo. El 10 de septiembre de 2007, fue galardonada como “Independent Diamond Record Award” por la venta certificada de 1.5 millones de copias de sus álbumes.

### Shine (2008)
El 10 de marzo de 2008 Elán lanzó su cuarto álbum titulado “Shine”, del cual se desprendieron los sencillos “Shine" y “Keep me up late”. El 16 de abril la banda comenzó su “Elan Shine Tour 2008” en México..

### Lost and Found (2009)
“Lost and Found” es el título del quinto álbum de estudio de Elán, mismo que fue lanzado en febrero de 2009. El primer sencillo del disco fue el track también titulado “Lost and Found”. La grabación de este disco fue llevada a cabo en Pachuca, Hidalgo, bajo la producción de la artista y Juan Carlos DeFan.

### Recuerdos y Tequila(2009)
El 24 de noviembre de 2009, Elán también grabó su  sexto álbum de estudio y su primero totalmente en español titulado “Recuerdos y Tequila”. El álbum consiste en 13 canciones, todas en versión de jazz son covers de exitosos artistas de la música en español como José Alfredo, Jorge Pérez o Juan Gabriel, por nombrar algunos. El primer sencillo del disco fue “Al lado del camino”, una canción original de Fito Páez.

## Discografía
- Street Child (2003)
- London Express (2005)
- What Can Be Done at This Point (2007)
- Shine (2008)
- Lost and Found (2009)
- Recuerdos y Tequila (2009)
- Regular Weird People (2011)
- See Us Spin (2012)
- Particles of Humanity, Vol. 1 & 2 (álbum de Elan) (2016)